# Billy Harrison
Billy Harrison (Belfast, 14 oktober 1942) is een rockgitarist uit Noord-Ierland.
Harrison begon eind jaren vijftig als muzikant in de snel groeiende rock-'n-rollscene van Belfast. Na bij diverse bandjes te hebben gespeeld, kwam hij begin jaren zestig terecht bij the Gamblers, waarin ook drummer Ronnie Millings speelde. Samen met Alan Henderson (bas) en Eric Wrixon (orgel) kreeg de band enige lokale bekendheid. Pas na het toetreden van zanger en saxofonist Van Morrison nam het plaatselijke succes toe.
De groep probeerde zijn geluk in Londen en veranderde de naam in Them om verwarring met de begeleidingsgroep van zanger Billy Fury te vermijden. Them kreeg een platencontract bij Decca en kreeg succes met het nummer Baby Please Don't Go. Dit begint met een karakteristieke gitaarriff, waarvan echter niet zeker is dat Harrison die op de plaat inspeelde. Volgens veel bronnen werden de meeste instrumentale bijdragen op de Them-platen niet door de eigen groepsleden ingespeeld. Alleen de zang van Morrison is op alle opnamen onmiskenbaar.
Toch blijkt uit de spaarzame live-opnamen van Them dat Harrison een vaardig gitarist was en zeker in staat tot het spel dat op de platen klinkt.
Zijn karakter conflicteerde met dat van Morrison. Harrison beschouwde zich als de leider van de band, terwijl Morrison die rol steeds meer op zich nam. Dit leidde tot zijn vertrek. Toch hield hij contact met de groep. Zelfs speelde hij nog af en toe mee, onder meer in het najaar van 1965 toen de band optrad in Frankrijk en de nieuwe sologitarist Jim Armstrong door ziekte geveld was. Nadat Morrison in 1966 aan een solocarrière begon, ging Henderson verder met Them. Harrison raakte in de jaren zeventig weer betrokken bij reïncarnaties van de groep en speelde af en toe mee.
Als soloartiest bracht hij het album Billy Who? uit. In 1997 werkte hij mee aan het album Belfast Beat Maritime Blues.